# Jordan Peele
Jordan Haworth Peele (ur. 21 lutego 1979 w Nowym Jorku) – amerykański komik, aktor, reżyser oraz scenarzysta filmowy i telewizyjny. Laureat Oscara za najlepszy scenariusz oryginalny do swojego debiutanckiego filmu fabularnego Uciekaj! (2017).

## Życiorys
Urodził się 21 lutego 1979 w Nowym Jorku. Jest Mulatem, synem białej Lucindy Williams oraz ciemnoskórego Howarda Peele’a. Wychowywał się na Upper East Side. Ojciec opuścił rodzinę, gdy Jordan miał siedem lat, nie utrzymywał z synem kontaktu i zmarł w 1999.
Jako nastolatek postanowił zostać komikiem. Po ukończeniu szkoły średniej studiował na Sarah Lawrence College, której absolwentami byli liczni przedstawiciele świata kultury, rozrywki i polityki. Wraz z Żydówką Rebeką Drysdale założyli, występujący głównie w Chicago, duet komediowy „Dwóch białych facetów”. Od 2003, przez pięć lat, występował w programie rozrywkowym MADtv nadawanym w telewizji Fox, często w duecie z Keeganem-Michaelem Keyem.
Występował w serialach Childrens Hospital i Fargo oraz filmie Raj na ziemi. Podkładał głos w takich produkcjach jak Kapitan Majtas: Pierwszy wielki film czy seriale SuperNews! i Big Mouth. Pojawił się gościnnie w Muppetach, Scenkach z życia czy piątym sezonie Współczesnej rodziny.

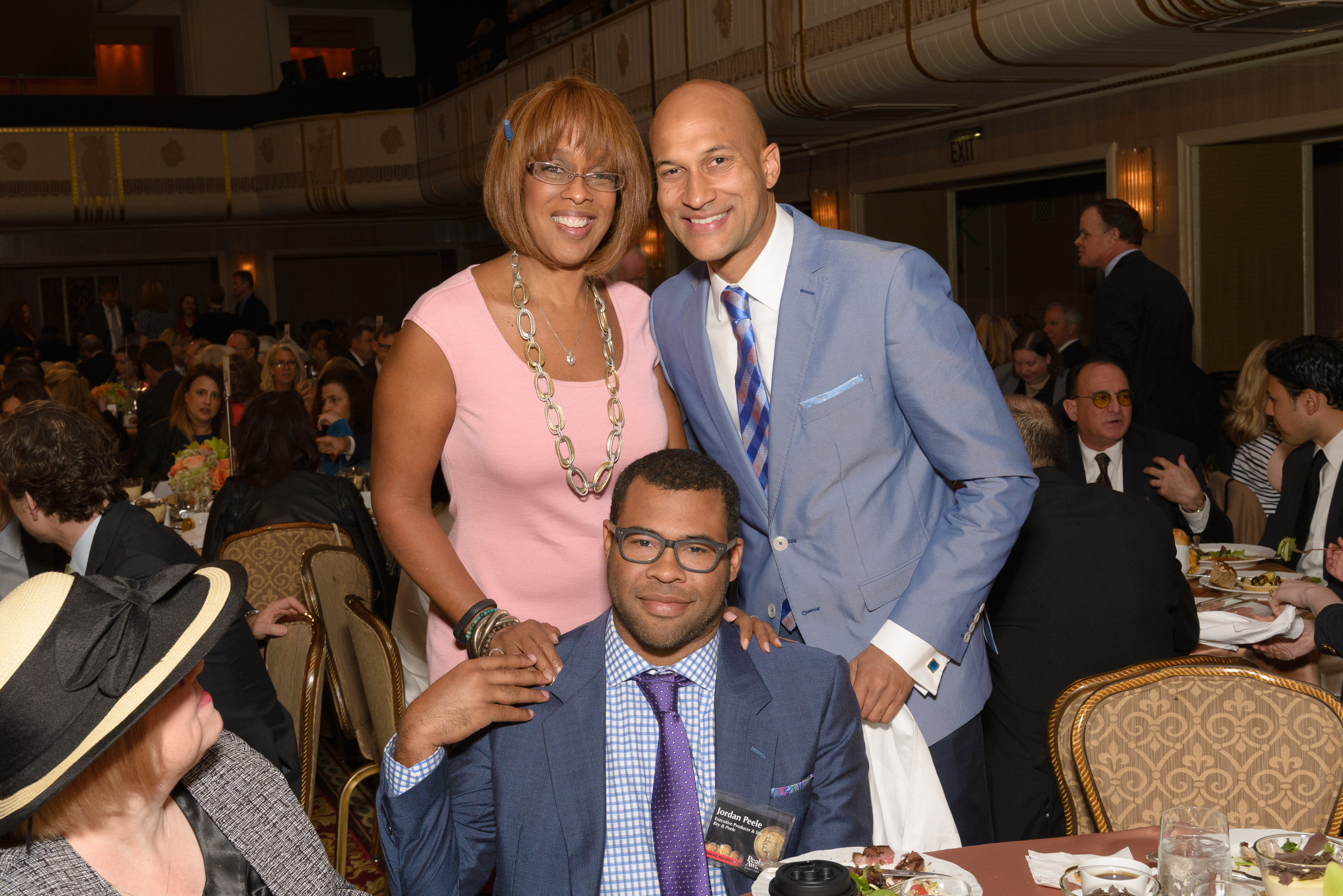
Gayle King, Jordan Peele i Keegan-Michael Key(2014)

Popularność przyniósł mu program komediowy „Key & Peele”, który stworzył wraz z Keeganem-Michaelem Keyem. Komicy pojawiali się na antenie Comedy Central w latach 2012–2015, a w 2016 otrzymali Primetime Emmy Award oraz Peabody Award. Peele często parodiował w serialu prezydenta Baracka Obamę, a niektóre z tych skeczy stały się viralami. Obaj wystąpili także w filmie Keanu, do którego Peele współtworzył scenariusz oraz w 14 odcinku Epic Rap Battles of History jako Mahatma Gandhi (Key) i Martin Luther King.

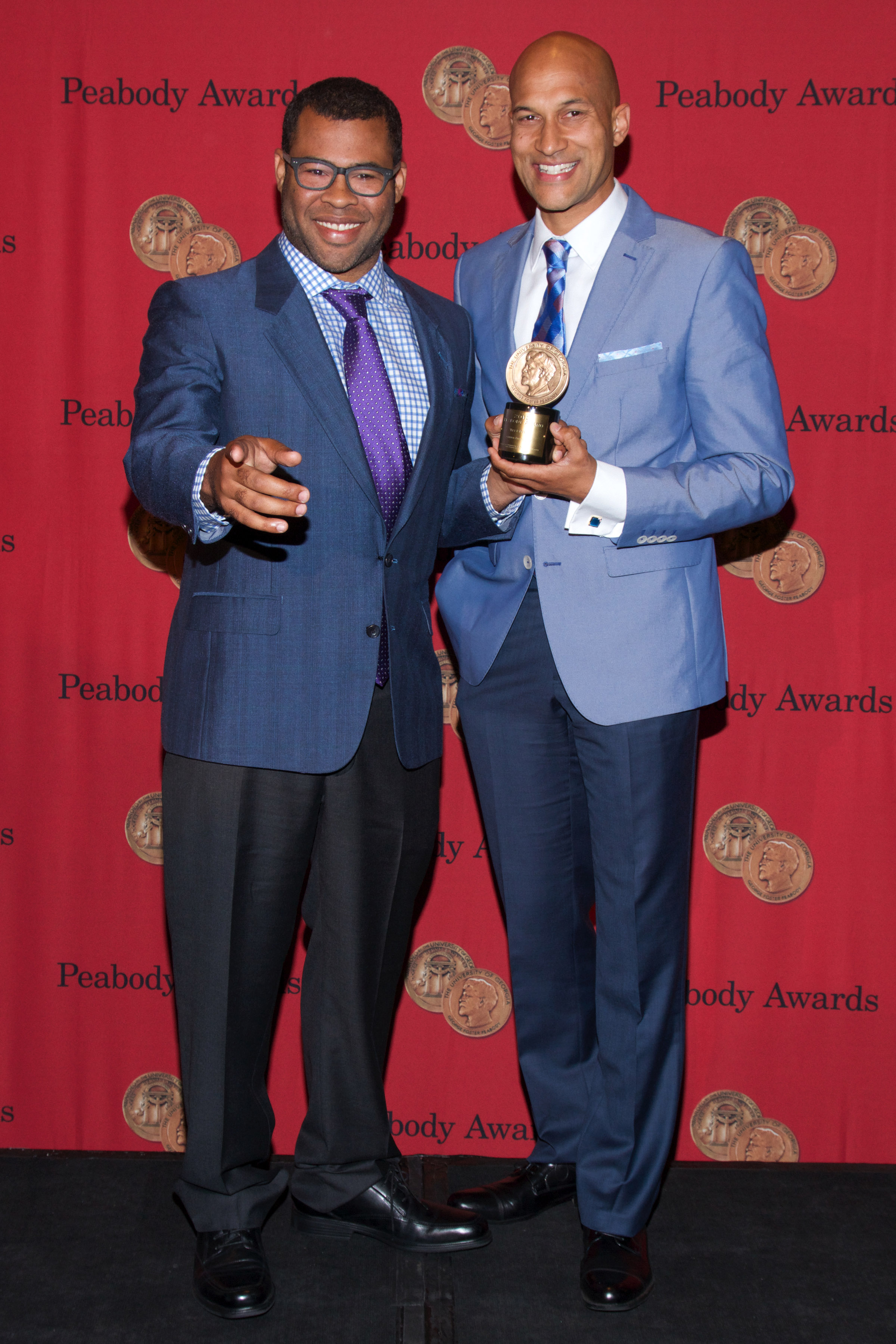
Jordan Peele i Keegan-Michael Key i ich Peabody Award (2016)

W 2017 Peele napisał, wyreżyserował i był jednym z producentów swojego debiutanckiego filmu fabularnego Uciekaj! – horroru poruszającego kwestie rasowe. Film okazał się sukcesem zarówno finansowym jak i artystycznym, przyniósł Peele’owi liczne nominacje i nagrody. Otrzymał trzy nominacje do Oscara – w najważniejszych kategoriach: najlepszy film, najlepsza reżyseria oraz najlepszy scenariusz oryginalny. Na 90. ceremonii wręczenia Oscarów otrzymał nagrodę w ostatniej z kategorii, jako pierwszy ciemnoskóry w historii W tych samych kategoriach nominowany był także do Independent Spirit Awards – na 33. ceremonii otrzymał nagrody dla najlepszego filmu i najlepszego reżysera. Otrzymał nagrody od Los Angeles Film Critics Association, National Board of Review, Directors Guild of America i Writers Guild of America, zdobył także trzy Gotham Awards oraz Nagrodę Satelita dla najlepszego reżysera. Był nominowany do BAFTY za najlepszy scenariusz oryginalny.
W kwietniu 2018 pojawi się nowy serial, którego jest twórcą – The Last O.G. z Tracym Morganem w roli głównej.
Po sukcesie Uciekaj! zapowiedział stworzenie czterech filmów fabularnych, które poruszać będą kwestie społeczne, a jednocześnie będą dreszczowcami – przystępnymi dla szerszego grona odbiorców. Pierwszy z nich, To my, pojawił się w kinach w 2019 roku.

## Życie prywatne
Od 2016 żonaty z aktorką i komiczką Chelsea Peretti. W 2017 urodził się im syn Beaumont Gino.